# Conobrium
Conobrium is een kevergeslacht uit de familie van de boktorren (Cerambycidae). De wetenschappelijke naam van het geslacht werd voor het eerst geldig gepubliceerd in 1927 door Aurivillius.

## Soorten
Conobrium omvat de volgende soorten:
- Conobrium muellerae Adlbauer, 2011
- Conobrium nigriceps Aurivillius, 1927
- Conobrium occidentalis Adlbauer, 2003